# Chata generála Milana Rastislava Štefánika
Die Chata generála Milana Rastislava Štefánika (deutsch wörtlich Schutzhütte von General Milan Rastislav Štefánik; slowakisch kurz auch Štefánikova chata oder nach der Lage Chata pod Ďumbierom bezeichnet; im touristischen Jargon  Štefánička oder Mrška) ist eine Berghütte im slowakischen Gebirge Niedere Tatra. Sie befindet sich am Hauptkamm direkt am Sattel Ďumbierske sedlo unterhalb des höchsten Bergs der Niederen Tatra, Ďumbier, und liegt auf einer Höhe von 1740 m n.m..

## Geschichte

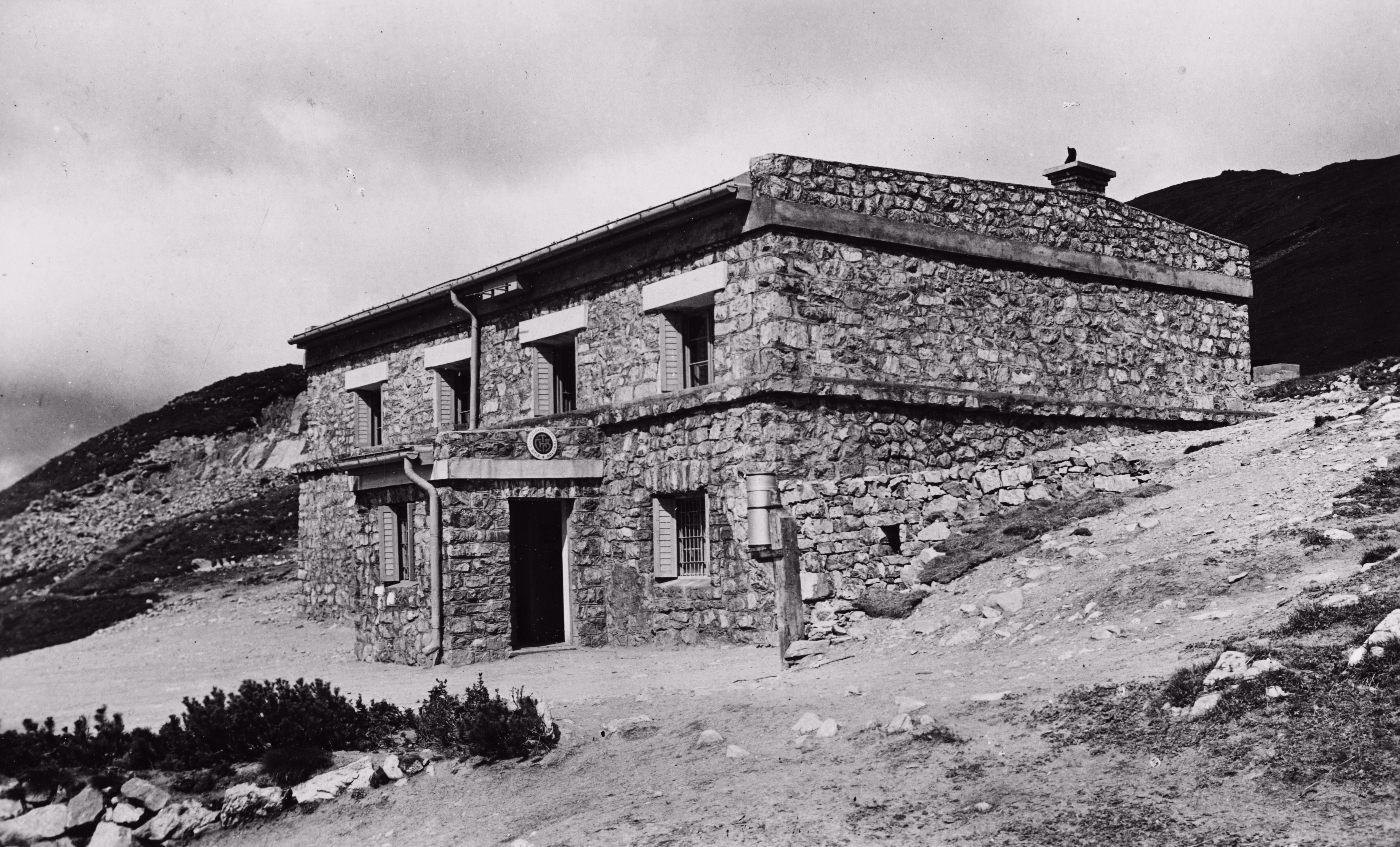
Die Hütte im Jahr 1939

Ein Vorgänger der heutigen Berghütte war die direkt am Gipfel des Ďumbier errichtete Karl-Schutzhütte, eine kleine steinerne Herberge, die im Jahr 1902 unter der Schirmherrschaft der Sektion Altsohl des Ungarischen Karpathenvereins (UKV) entstand. Die Ruinen sind bis heute sichtbar.
Nach der Gründung der Tschechoslowakei entschied die Zentrale des Klubs Tschechoslowakischer Touristen (KČST) auf Anregung der Sektion Podbrezová, am Ďumbierske sedlo eine neue Schutzhütte zu bauen. Nach der feierlichen Grundsteinlegung am 20. Juli 1924 führte die Baufirma Jirásek aus Uherský Brod in Mähren den Bau durch, schied aber ein paar Monate nach dem Baubeginn aus, sodass die Hütte ab Juli 1925 von der Firma Šašinka aus Poprad vollendet wurde. Im Jahr 1925 halfen auch Soldaten der Tschechoslowakischen Armee, nämlich bei der Lieferung von Holz und anderer Baumaterialien aus Vyšná Boca. Die feierliche Eröffnung unter Anwesenheit von ungefähr 500 Touristen fand am 9. September 1928 statt. Während dieser Feier kam es zu einem Vorfall, als der slowakische Komponist Viliam Figuš-Bystrý den tschechischen Text im aus der Zentrale des KČST gebrachten Denkbuch durch einen slowakischen ersetzte und es anschließend aus Protest gegen die Staatsdoktrin des Tschechoslowakismus außerhalb der Hütte zu Boden warf. Die Baukosten beliefen sich je nach Quelle auf 562.911 bis 650.000 Kčs. Der frühere Bauleiter Róbert Petrla wurde zum ersten Hüttenwirt und verblieb hier mit seiner Ehefrau bis 1943. Weitere Bauarbeiter wurden zum Personal oder Lastenträger für die Hütte. Damals hatte die Hütte vier Zimmer, zwei gemeinsame Schlafräume, eine Küche, einen Essraum sowie Wohnung für den Hüttenwirt und bot Platz für 40 Gäste. Bereits ein Jahr nach der Fertigstellung entstanden weitere Bauobjekte, und zwar die Pferdeställe sowie ein Waschraum, dazu eine Wasserleitung. Die wachsenden Besucherzahlen machten einen Zubau erforderlich. Dieser kostete 100.000 Kčs und umfasste fünf weitere Zimmer sowie einen Baderaum.

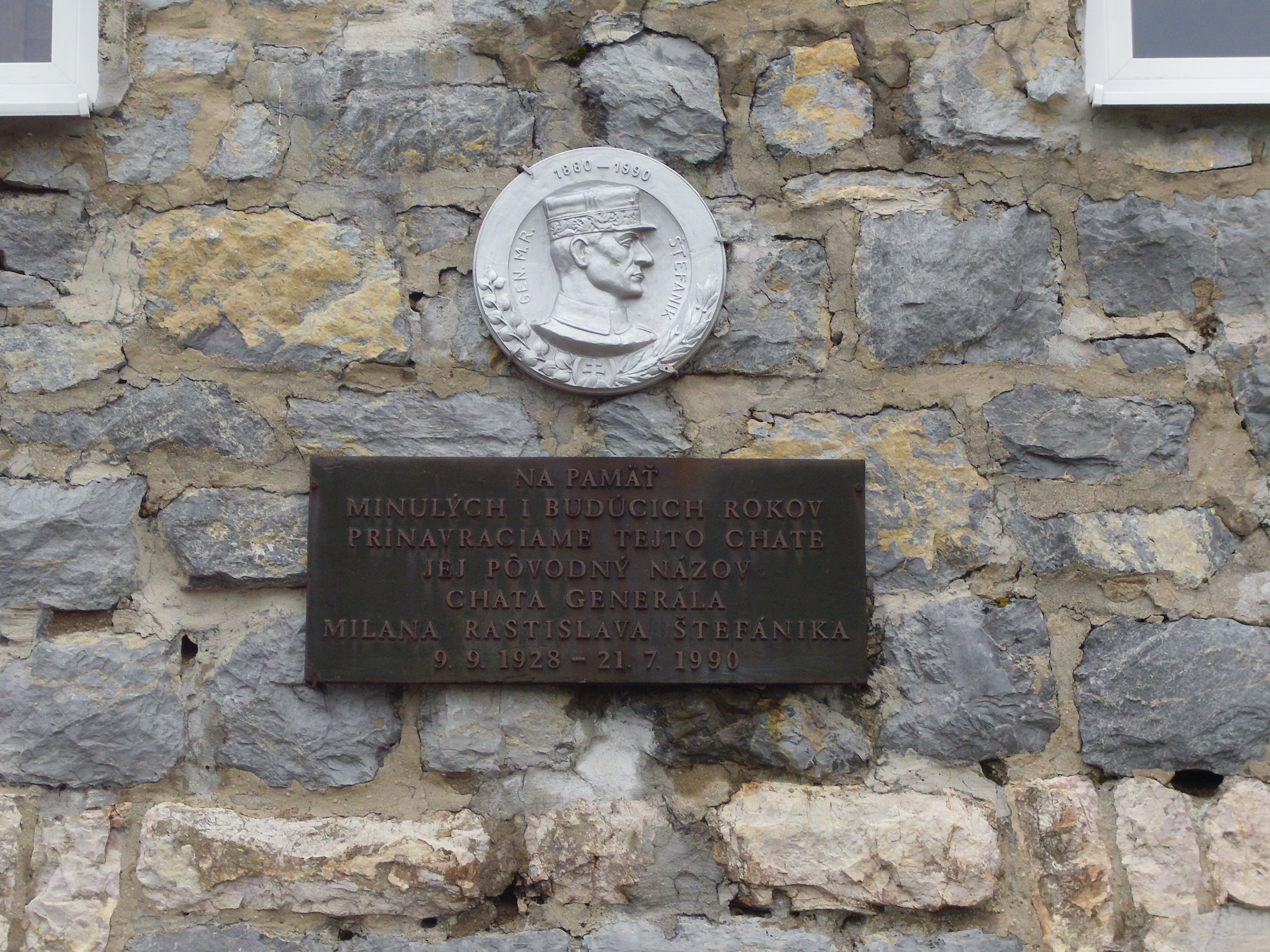
Gedenktafel für Milan Rastislav Štefánik

Die Ereignisse nach dem Münchner Abkommen im Spätseptember 1938 führten zu einem Besitzwechsel, als die autonome slowakische Regierung den Klub slovenských turistov a lyžiarov (KSTL, deutsch etwa Klub slowakischer Touristen und Skifahrer, bestand bis 1949) gründete und ihm den Besitz aller in der Slowakei gelegenen Hütten des KČST übertrug. Nachdem die Niedere Tatra zum Schauplatz von schweren Gefechten während und nach dem Slowakischen Nationalaufstand im Spätjahr 1944 geworden war, verbargen sich hier Aufständische, Partisanen sowie Juden. Eine am 30. Oktober 1944 vom nahen Berg Diel abgefeuerte deutsche Artilleriegranate beschädigte die Hütte, indem sie das Dach durchbrach und den Essraum mit einem anschließenden Gang zerstörte. Niemand wurde getötet oder verletzt. Bis 1945 blieb dann die Hütte unbewirtschaftet.
Nach dem Ende des Zweiten Weltkriegs wurde die Hütte repariert und erhielt 1951 den Namen Chata Hrdinov SNP (deutsch Hütte der Helden des Slowakischen Nationalaufstandes). In den 1970er Jahren wurde sie umfassend saniert. Zum 21. Juli 1990 kehrte man zum ursprünglichen Namen zurück und es wurde eine Gedenktafel zu Ehren von Milan Rastislav Štefánik enthüllt. Seit 1991 ist die Hütte Besitz des Klub slovenských turistov, der Pächter ist seit diesem Jahr der Hüttenwirt Igor Fabricius. Im September 2014 und im Juli 2016 wurden das Dach und die Isolierung instand gesetzt, nachdem beide im Mai 2014 während eines Orkans beschädigt worden waren.

## Touristische Erschließung

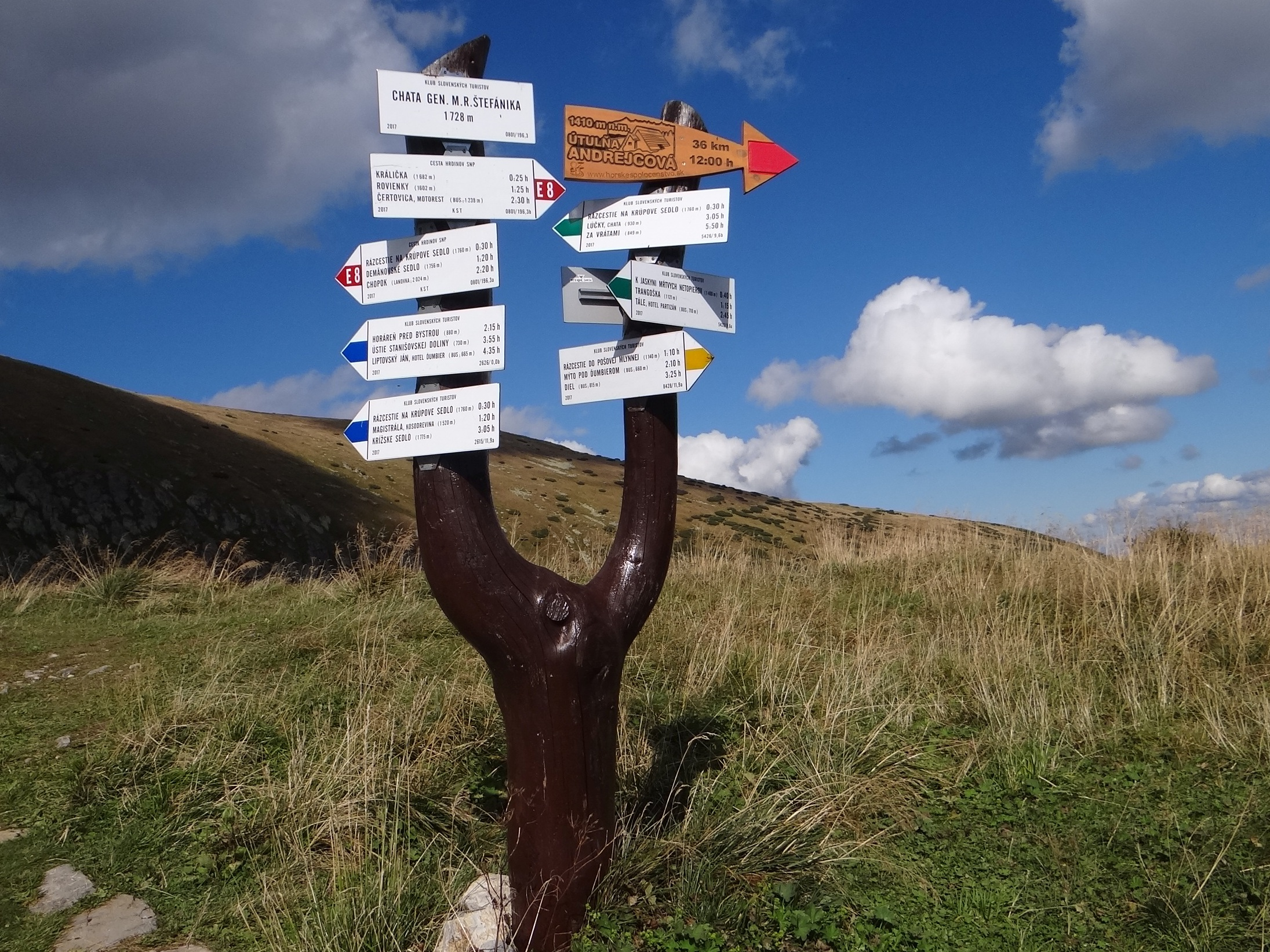
Wegbeschilderung unweit der Hütte

Die Chata generála Milana Rastislava Štefánika befindet sich auf einer bedeutenden Kreuzung touristischer Wanderwege und ist ein Ausgangspunkt für Wanderungen in die höchsten Berge der Niederen Tatra, außerdem ein beliebter Aufenthaltsort für Fernwanderer. In der unmittelbaren Nähe passiert der rot markierte Wanderweg, Teil des Fernwanderwegs Cesta hrdinov SNP, als Kammweg auf der Teilstrecke zwischen dem westlich gelegenen Berg Chopok und dem weiter östlich liegenden Sattel Čertovica. Der grün markierte Wanderweg führt zum Berghotel Trangoška (1100 m n.m.) mit Anschlüssen Richtung Podbrezová und Brezno, ein gelb markierter Wanderweg verbindet die Hütte über das Tal Mlynná dolina mit dem Talort Mýto pod Ďumbierom, ein blau markierter Wanderweg über die Jánska dolina mit dem Hotel Ďumbier bei Liptovský Ján. In der Nähe münden in den rot markierten Wanderweg auch ein gelb markierter Wanderweg von Vyšná Boca heraus sowie ein blau markierter Wanderweg zur Chata Kosodrevina unweit des Skigebiets Chopok juh. Ein früher offizieller Wanderweg direkt zum Gipfel des Ďumbier ist wegen Erosion für Wanderer offiziell gesperrt und nur in der Wintersaison ab einer festgesetzten Schneedecke nutzbar. Im Winter lockt die Gegend Skialpinisten und Kletterer für Aktivitäten im Bergmassiv des Ďumbier an.
Die Hütte ist ganzjährig eröffnet und durch Lastenträger (im Winter durch Raupenschlepper) versorgt, die im Jahresdurchschnitt etwa 40 Tonnen Güter von Trangoška heraus für die Hütte liefern. Darüber hinaus haben die Touristen Möglichkeit, Rohholz für die Hütte hinaufzutragen. Nur ausnahmsweise (z. B. bei schweren Lasten) werden Hubschrauber eingesetzt. Sie bietet Übernachtungsmöglichkeiten (50 Betten, auf Wunsch mit Bettwäsche) nach vorheriger Anmeldung, Schlafräume für Touristen mit eigenem Schlafsack, Notunterkunft sowie Frühstück und Abendessen für Gäste. Allen Besuchern steht der Imbiss sowie der Essraum zur Verfügung.
Eine weitere Sehenswürdigkeit ist die Jaskyňa mŕtvych netopierov (deutsch Höhle der toten Fledermäuse), deren Eingang etwa 1 km westlich liegt und sich zum Teil direkt unterhalb der Hütte erstreckt.